# 多夫加利夫卡 (拉季維利夫區)
50°16′22″N 25°21′50″E / 50.27278°N 25.36389°E
多夫加利夫卡（烏克蘭語：Довгалівка），是烏克蘭西北部的村莊，隸屬里夫內州的杜布諾區。該村始建於1545年，面積1.36平方公里，海拔高度213米，2001年人口395，人口密度每平方公里289.8人。